# Sindromul respirator din Orientul Mijlociu
Sindromul respirator din Orientul Mijlociu (în engleză: MERS - Middle East Respiratory Syndrome) este o afecțiune respiratorie virală provocată de un nou coronavirus - coronavirusul sindromului respirator din Orientul Mijlociu (MERS-CoV) descoperit pentru prima oară în 2012 în Arabia Saudită. Virusul infectează în primul rând sistemul respirator, dar în cazuri grave, poate afecta mai multe sisteme de organe. Virusul MERS-CoV pare să circule în întreaga Peninsula Arabica, în special în Arabia Saudită, unde se află cea mai mare parte a cazurilor raportate din 2012 (> 85%). Mai multe cazuri au fost raportate în afara Orientului Mijlociu, dar cele mai multe dintre aceste infecții par ar fi fost dobândite în Orientul Mijlociu și exportate în afara regiunii.  Din 2012, au fost raportate aproape 1400 de cazuri cu sindrom respirator din Orientul Mijlociu în 26 de țări. Actualul focar din Republica Coreea este cel mai important observat în afara Orientului Mijlociu. 
Coronavirusurile constituie o vastă familie de virusuri care pot provoca diverse afecțiuni, de la o răceală banală (guturai) până la sindromul acut respirator sever (SARS). Simptomele obișnuite ale sindromului respirator din Orientul Mijlociu (MERS) sunt febra, tusea și dificultăți respiratorii. Prezența pneumoniei este frecventă. Au fost semnalate de asemenea simptome gastrointestinale, inclusiv diareea. În aproximativ 36% din cazuri cu infecția MERS-CoV survine decesului pacientului.
Cu toate că majoritatea cazurilor de MERS la om sunt atribuite transmiterii interumane, cămila pare a fi o gazdă-rezervor important al virusului Mers-CoV și o sursă animală a infecției la om. Totuși, rolul precis pe care cămilele îl joacă în transmiterea virusului și modul exact de transmitere nu este cunoscut. Virusul nu pare a se propaga cu ușurință de la o persoană la alta, transmiterea are loc numai în caz de contact direct cu o persoană infectată, mai ales în unitățile medicale în cazul în care asistență medicală este acordată pacientului fără protecție specială.
Tratamentul este simptomatic. Nici un vaccin sau tratament specific antiviral nu este disponibil în prezent. 